# Bracelet anti-moustique
 (avril 2012).
Si vous disposez d'ouvrages ou d'articles de référence ou si vous connaissez des sites web de qualité traitant du thème abordé ici, merci de compléter l'article en donnant les références utiles à sa vérifiabilité et en les liant à la section « Notes et références ».
Un bracelet anti-moustique est un bracelet présenté comme un moyen de repousser les moustiques et d'en prévenir les désagréments. Il s'agit néanmoins d'un moyen de lutte inefficace, car « le répulsif a besoin d’être étalé sur une surface ou d’envoyer une molécule dans l’atmosphère pour être efficace », selon l'entomologiste Guillaume Lacour.

## Moyens de lutte
La citronnelle d'usage populaire serait pourtant totalement inefficace car seulement quelques espèces y sont sensibles et l'effet ne dure que quelques minutes. La Directive européenne Biocide 98/8/CE revendique l'efficacité du Géraniol contenu dans le Palmarosa et le Géranium comme anti-parasitaire ou répulsif. 
Le bracelet est un moyen sans grand intérêt car il est efficace uniquement sur la zone du bracelet.
Les systèmes à ultrasons sont rarement efficaces.
Le DEET ou Diethyl Toluamide est le moyen le plus efficace pour repousser les moustiques. Réellement efficace contre les moustiques mais aussi contre les tiques ou d'autres types de nuisibles, il est cependant déconseillé de l'utiliser trop fréquemment . Des cas de décès ont été signalés. Bien qu'ils résultent d'utilisation massive de ce produit, il est recommandé de l'utiliser avec une précaution toute particulière[réf. nécessaire].
L'IR3535 est un produit similaire au DEET, tout aussi efficace donc, mais également dangereux[réf. nécessaire]. Moins que le DEET, son utilisation peut entrainer tout de même des irritations cutanées, entre autres. Il serait moins efficace sur certains types de peaux. 
Il existe également la permethrine. C'est un produit à vaporiser sur les vêtements, dont l'efficacité est de plusieurs semaines même après plusieurs lavages. Son principal inconvénient est qu'il nécessite de se couvrir entièrement le corps avec des vêtements (tête et mains comprises) ou alors utiliser un répulsif classique pour les zones exposées du corps.

## Sources
Directive européenne Biocide 98/8/CE